# Epistolario di Giacomo Leopardi

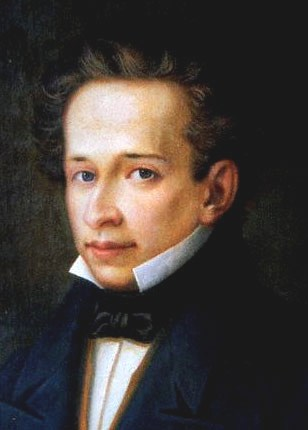
Ritratto di Leopardi

L'epistolario di Giacomo Leopardi è una raccolta di lettere scritte da Giacomo Leopardi dal 1810 al 1837.
L'epistolario, nel quale il Leopardi racconta le vicende della sua vita con sentimenti complessi e spesso dolorosi, raccoglie oltre novecento lettere. Lo stile, pur non essendo trascurato, ha un codice familiare e un'agilità che sono lontani dalla prosa letteraria delle Operette morali, ma è comunque curato, almeno in paragone al "lungo e tormentato monologo solitario" dello Zibaldone.

## Caratteristiche dell'Epistolario
Il Leopardi non ha scritto le sue lettere pensando ai posteri o comunque a un destinatario degno della sua anima e della sua parola. L'epistolario leopardiano, accanto a pagine composte in uno stile trasparente di suggestioni umane e letterarie, talvolta luminoso di poetici significati, raccoglie altre pagine che ci danno una scrittura meno intensa e ci lasciano un'immagine più comune del poeta, un "orizzonte singolarmente ristretto [...] [senza] prospettive della società e dell'epoca, né contengono apprezzamenti d'ordine politico o sociale. Nulla, o pressoché nulla, vi trapela degli avvenimenti del tempo [...] l'attenzione alla letteratura contemporanea è assai scarsa", a parte il mito classicistico, la filologia, il desiderio di ritrovamenti letterari e archeologici che nel contemporaneo vorrebbero riflettere l'antico.

### Il linguaggio della quotidianità
Si può pensare a questo aspetto per il motivo ricorrente del matrimonio della sorella Paolina, per la cui realizzazione, sempre sperata e sempre fallita, in un continuo affiorare e dileguare di possibili mariti, il Leopardi e la famiglia si danno un gran da fare. E, ancora, al contegno di dimessa quotidianità, nelle lettere in cui Giacomo informa il padre Monaldo sui propri disturbi e sulle necessità di denaro. Le prime righe vibranti sono dettate da quel mondo di cure e affetti letterari che, componente fondamentale della personalità del poeta, è largamente documentato dall'epistolario, costituendo una delle zone più ampie e più interessanti.
In una lettera, diretta all'editore Antonio Fortunato Stella, del 24 gennaio 1817 (il poeta ha quindi 19 anni e la sua conversione letteraria "dall'erudizione al bello" è già avvenuta) si affaccia una trepida richiesta sulla sorte della sua traduzione del II canto dell'Eneide: "La prego a darmi qualche buona nuova del secondo libro della Eneide speditole il settembre passato. Condoni questa importunità a chi non ha altri pensieri né piaceri in tutta quanta la vita che questi, e tra la speranza e il timore per la sorte de' suoi figli prova tutti i furori e le smanie dell'impazienza". In questa lettera, pur nel giro di una battuta di carattere pratico, si insinua una confessione che ha un singolare accento di verità interiore, e affiora il profilo di un'anima tutta assorta in una sua fede, il paesaggio di una vita concentrata in un'unica occupazione, in un amore estremo: "non ha altri pensieri né piaceri".

### Il linguaggio togato
Poco dopo ci si imbatte in una cerimoniosa lettera al Monti: "Se è colpa ad uomo piccolo lo scrivere non provocato a letterato grande, colpevolissimo sono io, perché a noi si convengono i superlativi delle due qualità [...] Riceverà per parte mia dal sig. Stella, miserabilissimo dono, la mia traduzione del secondo libro della Eneide, anzi non dono, ma argomento di riso al traduttore della Iliade primo in Europa, e al grande emulo del grande Annibal Caro. Ed ella rida, ché il suo riso sarà di compassione, e la sua compassione più grata e onorevole a me che l'invidia di mille altri". Sotto la paludata eloquenza, modellata sugli schemi delle dedicatorie a prìncipi e mecenati in uso un tempo, spunta un'ingenua e giovanile fede letteraria, a cui è commisurata la realtà, e si afferma la tendenza a sentire i rapporti con il mondo sub specie litterarum, a fondare insomma, nel nome delle lettere, un nuovo regno e una nuova nobiltà, una nuova società con una sua nuova gerarchia.
In data 21 febbraio 1817 compare la prima lettera a Pietro Giordani, la prima di quella serie di lettere che sono tra le più belle e importanti dell'intero epistolario. Ma non è tanto questa prima lettera, che ha la stessa occasione e lo stesso andamento togato da dedicatoria della precedente al Monti, che merita particolare attenzione, ma la seconda che segue il mese successivo e che la supera per bellezza e pienezza della confessione. Qui, tra l'altro, scrive che "unico divertimento in Recanati è lo studio: unico divertimento è quello che mi ammazza [per la "salute debolissima" di cui dirà appena dopo]: tutto il resto è noia.",

### Il linguaggio della confessione: lettere 1817-20
È una lettera che viene dal cuore, la lettera di un innamorato, di un innamorato degli studi, che investe del proprio amore chi così altamente rappresenta e illustra quegli studi: "Quando leggo Virgilio, m'innamoro di lui; quando i grandi viventi, anche più caldamente".

#### L'amore di gloria
In questo clima di affetti letterari, sempre nella stessa missiva nasce la confessione del suo amore di gloria: "Io ho grandissimo, forse smoderato e insolente desiderio di gloria" e prende rilievo la dichiarazione circa il suo modo di leggere i classici e la giustificazione del suo assiduo tradurre, che non è mero lavoro di grammatico o di retore, ma disciplina e rito di uomo di gusto e di poeta: "Ella dice da Maestro che il tradurre è utilissimo nella età mia, cosa certa e che la pratica e me ne rende manifestissima. Perché quando ho letto qualche Classico, la mia mente tumultua e si confonde. Allora prendo a tradurre il meglio. E quelle bellezze per necessità esaminate e rimenate a una a una, piglian posto nella mia mente, e l'arricchiscono e mi lasciano in pace".

#### Recanati
Da questo personale universo di emozioni e di ideali di letteratura e di poesia il giovane Leopardi non esce neppure quando parla di Recanati e della propria origine patrizia: "Di Recanati non mi parli. M'è tanto cara che mi somministrerebbe le belle idee per un trattato dell'Odio della patria, per la quale se Codro non fu timidus mori, io sarei timidissimus vivere. Ma mia patria è l'Italia per la quale ardo d'amore, ringraziando il cielo d'avermi fatto italiano, perché alla fine la nostra letteratura, sia pur poco coltivata, è la sola figlia legittima delle due sole vere tra le antiche, né certo ella vorrebbe che la fortuna l'avesse costretto a farsi grande col francese o col tedesco, e internandosi nei misteri della nostra lingua compatirà alle altre e agli scrittori a' quali bisogna usarle." La lettera si chiude poi con una professione commovente di fedeltà alle lettere: "Nondimeno Ella può esser certa che se io vivrò, vivrò alle Lettere, perché ad altro non voglio né potrei vivere".
Sul tema di Recanati il poeta ritornerà anche nella lettera successiva al Giordani del 30 aprile, una lettera che si apre con abbandono affettuoso alla storia della nuova amicizia, per poi continuare a parlare in senso dispregiativo della sua città e per concludere con queste parole: "Qui, amabilissimo Signore mio, tutto è morte, tutto è insensataggine e stupidità. Si meravigliano i forestieri di questo silenzio, di questo sonno universale. Letteratura è vocabolo inudito".
La sua insofferenza per quello che egli chiamerà poi nelle Ricordanze del 1829 "natio borgo selvaggio", scaturisce dal suo offeso amore per la letteratura.
La sua protesta sembra dunque solamente determinata dal deluso desiderio di vivere in un ambiente propizio agli studi, con più libri e con conversazioni più stimolanti, eppure non è solamente un'astratta passione di letterato che lo fa guardare oltre i confini di Recanati, ma è anche il desiderio di vedere cose nuove con lo stesso desiderio romantico che aveva spinto l'Alfieri per le più lontane strade d'Europa.

#### L'infelicità, le illusioni, il tedio, la speranza
Dalle lettere al Giordani e al giornalista letterato Pietro Brighenti, emergono anche molti altri motivi leopardiani: l'infelicità personale e l'infelicità universale, le illusioni, il tedio, la speranza. Così scrive nella lettera del 30 giugno 1820 al Giordani: "Ma se bene anche oggi io mi sento il cuore come uno stecco o uno spino, contuttociò sono migliorato in questo ch'io giudico risolutamente di poter guarire, e che il mio travaglio deriva più dal sentimento dell'infelicità mia particolare, che dalla certezza dell'infelicità universale e necessaria. Io credo che nessun uomo al mondo in nessuna congiuntura debba mai disperare il ritorno delle illusioni [...] le grandi e splendide illusioni non appartengono a questa gente: sicché ristretti alla verità e nudità delle cose, che altro si deggiono aspettare se non tedio infinito ed eterno?".
Qualche settimana dopo scrive al Brighenti: "Bisogna farsi core alla meglio, e conservare la speranza. Finalmente questo mondo è un nulla, e tutto il bene consiste nelle cari illusioni. La speranza è una delle più belle, e la misericordia della natura, ce ne ha fornito in modo, che difficilmente possiamo perderla. A me resta solamente per forza di natura. Secondo la ragione dovrei mancarne affatto. Ma viviamo giacché dobbiamo vivere, e confortiamoci scambievolmente, e amiamoci di cuore, che forse è la miglior fortuna di questo mondo. La freddezza e l'egoismo d'oggidì; l'ambizione, l'interesse, la perfidia, l'insensibilità delle donne che io definisco un animale senza cuore, sono cose che mi spaventano".

### Il linguaggio rivolto ai familiari: lettere da Roma 1822-23
Il gruppo di lettere scritte da Roma si distinguono per il tono appassionato pieno di interrogazioni, aggettivi e superlativi che denotano come, col passare del tempo, il Leopardi si stia liberando completamente dalle forme auliche per avviarsi ad un tono di prosa privo di fronzoli esteriori e ricco di "intima dignità". In queste lettere la parola si fa più asciutta e pungente, già vicina a quella delle Operette morali. Fra i corrispondenti di questo periodo dominano i familiari.

#### Il bisogno d'amore
Il 25 novembre del 1822, dopo pochi giorni di soggiorno romano, Leopardi scrive al fratello Carlo una lettera che si distingue, soprattutto per la diversa impronta stilistica, da tutte le lettere precedenti. In essa confessa l'insensibilità per le grandi cose di Roma e il fastidio per le donne e gli uomini di quella città e termina con una invocazione d'amore al fratello: "Amami, per Dio. Ho bisogno d'amore, amore, amore, fuoco, entusiasmo, vita: il mondo non mi par fatto per me".

#### Il giudizio negativo su Roma
Lontano da Recanati il poeta cambia la sua prospettiva e l'odiato borgo viene ora visto in una luce più favorevole. Così scrive alla sorella Paolina il 3 dicembre 1822: "Che cosa volete sapere de' fatti miei? Se Roma mi piace, se mi diverto, dove sono stato, che vita faccio? Quanto alla prima domanda, non so più che rispondere, perché tutti mi domandano la stessa cosa cento volte al giorno, e volendo sempre variare nella risposta, ho consumato il frasario, e i Sinonimi del Rabbi. Parlando sul serio, tenete per certissimo che il più stolido Recanatese ha una maggior dose di buon senso che il più savio e più grave Romano". Il giudizio su Roma è dunque negativo sia riguardo all'ambiente morale e intellettuale che a quello fisico.

##### L'esperienza dello spazio fisico
Il Leopardi trova la città di Roma esageratamente grande ed è interessante cogliere questa sua nuova esperienza dello spazio. Sempre nella stessa lettera alla sorella Paolina egli scriverà: "Tutta la grandezza di Roma non serve ad altro che a moltiplicare le distanze, e il numero de' gradini che bisogna salire per trovare chiunque vogliate. Queste fabbriche immense, e queste strade per conseguenza interminabili, sono tanti spazi gittati fra gli uomini, invece d'essere spazi che contengono uomini. [...] Non voglio già dire che Roma mi paia disabitata, ma dico che se gli uomini avessero bisogno d'abitare così al largo, come si abita in questi palazzi, e come si cammina in queste strade, piazze, chiese; non basterebbe il globo a contenere il genere umano".

##### Le considerazioni sullo spazio sociale
Nella lettera che scriverà qualche giorno dopo al fratello Carlo, il Leopardi si sofferma a fare delle considerazioni sulla dimensione sociale di una città grande come Roma: "L'uomo non può assolutamente vivere in una grande sfera, perché la sua forza o facoltà di rapporto è limitata. In una piccola città ci possiamo annoiare, ma alla fine i rapporti dell'uomo all'uomo e alle cose, esistono, perché la sfera de' medesimi rapporti è ristretta e proporzionata alla natura umana. In una grande città l'uomo vive senza nessunissimo rapporto a quello che lo circonda [...] Da questo potete congetturare quanto maggiore e più terribile sia la noia che si prova in una grande città, di quella che si prova nelle città piccole: giacché l'indifferenza, quell'orribile passione, anzi spassione, dell'uomo, ha veramente e necessariamente la sua principal sede nelle città grandi, cioè nelle società molto estese".

##### Il giudizio sulla cultura
Per quanto riguarda la cultura del periodo in cui Leopardi visse a Roma il giudizio è ancora negativo. In una lettera inviata al padre del 9 dicembre 1822 egli scrive: "Quanto ai letterati, de' quali Ella mi domanda, io n'ho veramente conosciuto pochi, e questi pochi m'hanno tolto la voglia di conoscerne altri. Tutti pretendono d'arrivare all'immortalità in carrozza, come i cattivi Cristiani al Paradiso. Secondo loro, il sommo della sapienza umana, anzi la sola e vera scienza dell'uomo è l'Antiquaria. Non ho ancora potuto conoscere un letterato Romano che intenda sotto il nome di letteratura altro che l'Archeologia [...] Tutto il giorno ciarlano e disputano, e si motteggiano ne' giornali, e fanno cabale e partiti, e così vive e fa progressi la letteratura romana". Al fratello Carlo, in una lettera del 18 gennaio 1823, nella quale lo loda per un sonetto da lui scritto dove si sente il sentimento, la poesia, il vero bello, aggiunge: "tutte cose che bisogna dimenticare affatto in Roma, in questo letamaio di letteratura di opinioni e di costumi (o piuttosto d'usanze, perché i Romani, e forse né anche gl'Italiani, non hanno costumi)".

##### La visita alla tomba di Torquato Tasso
Roma rappresenta dunque per il Leopardi una grande delusione che gliela fa vedere in una luce completamente negativa. Un piacere, forse "l'unico e il primo" che provò a Roma, fu la visita al sepolcro del Tasso come scrive in una lettera al fratello Carlo il 20 febbraio 1823: "Venerdì 15 febbraio 1823 fui a visitare il sepolcro del Tasso e ci piansi. Questo è il primo e l'unico piacere che ho provato in Roma" dove, quell'accenno alle lacrime, rivela una sensibilità tipicamente romantica. Quello che commuove il Leopardi è il contrasto che si viene a creare tra la grandezza di Roma e l'umiltà della sepoltura del grande poeta. "Molti provano un sentimento di indignazione vedendo il cenere del Tasso, coperto e indicato non da altro che da una pietra larga e lunga circa un palmo e mezzo, e posta in un cantoncino d'una chiesuccia. Io non vorrei in nessun modo trovar questo cenere sotto un mausoleo".

#### Il bisogno di dare amore
Le lettere, numerosissime, scritte ai propri familiari nell'ultimo periodo romano, fino a quella al padre Monaldo in cui annunzia la data di partenza da Roma sono affettuosissime come quella che scrive il 28 gennaio 1823 alla sorella Paolina: "Vorrei poterti consolare, e procurare la tua felicità a spese della mia; ma non potendo questo, ti assicuro almeno che tu hai in me un fratello che ti ama di cuore, che ti amerà sempre, che sente l'incomodità e l'affanno della tua situazione, che ti compatisce, che in somma viene a parte di tutte le cose tue".

### Lettere da Recanati 1823-24
Il ritorno a Recanati è per il poeta fonte di momentanea gioia. Egli infatti il 4 maggio 1823 scriverà da Recanati a Giuseppe Melchiorri: "Sono nel mio bel Recanati, arrivato ier sera". Ma solo tre mesi più tardi, il 4 agosto dirà al Giordani che, pur non avendo amato Roma perché "di tutte l'arti quella di godere mi è la più nascosta, e niente dolendomi di ritornare al sepolcro, perché non ho mai saputo vivere. In verità era troppo tardi per cominciare ad assuefare alla vita non avendone avuto mai niun sentore", ora sentiva, dopo la libertà comunque provata, il desiderio di evadere ancora. Tra le più importanti lettere di questo periodo è quella, scritta in francese, ad André Jacopssen del 23 giugno che è una specie di confessione riassuntiva delle proprie esperienze e della propria Weltanschauung. In essa il poeta afferma la sua amara convinzione del vuoto, del nulla, del deserto, confessa la sua esigenza di assoluto che sta alla base di questo sentimento e aggiunge che la possibile soluzione potrebbe essere nelle illusioni anche se esse hanno vita precaria e conclude con l'immagine del poeta deluso: "Je vis ici comme dans un ermitage: mes livres et mes promenades solitaires occupent tout mon temps. Ma vie est plus uniforme que le mouvment des astres, plus fade et plus insipide que les parole de notre Opéra".